# Sampler

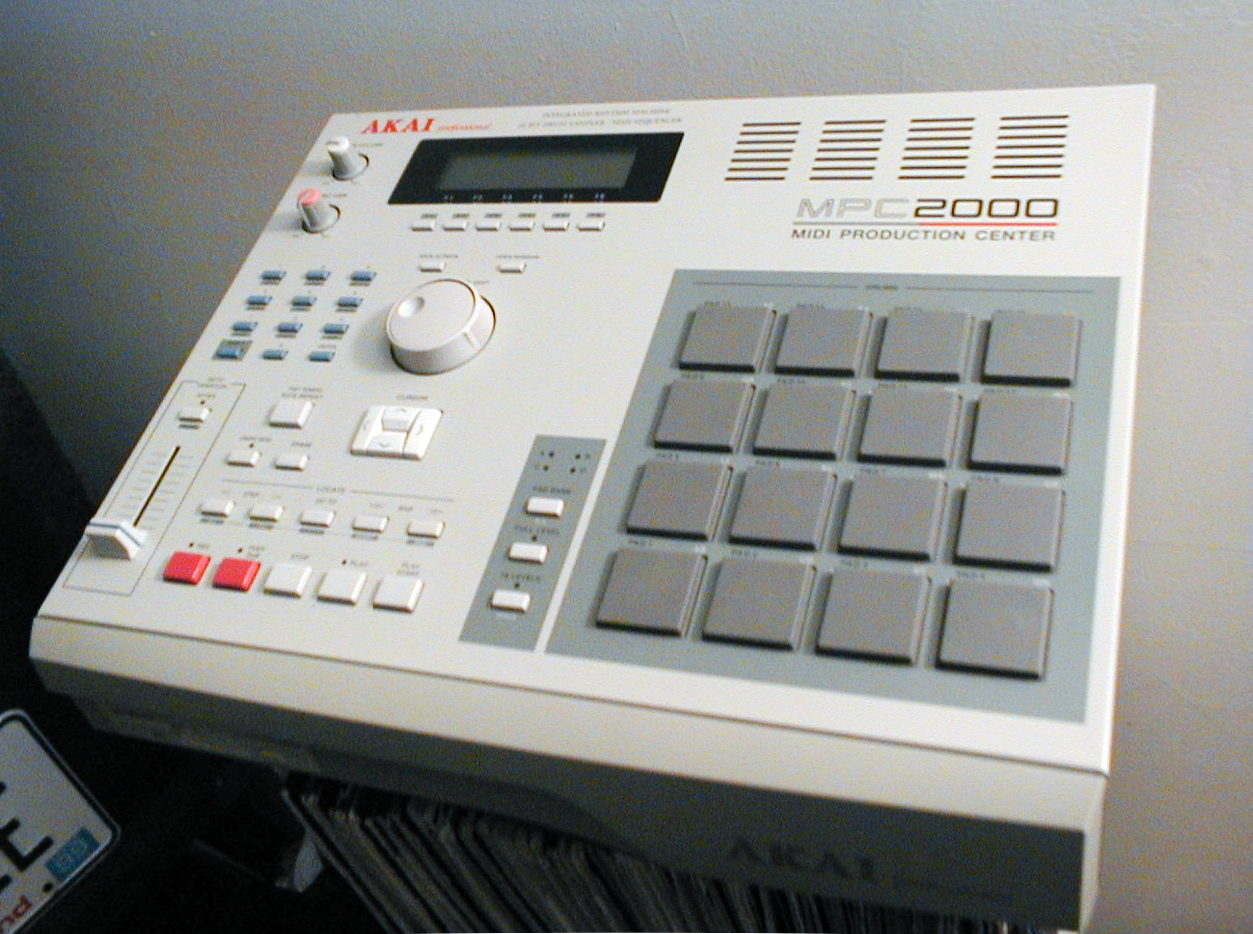
Sampler MPC 2000

Sampler – instrument muzyczny z grupy elektrofonów elektronicznych, odgrywający wcześniej nagrane próbki dźwięków (ang. samples) instrumentów akustycznych, innych dźwięków muzycznych lub niemuzycznych dźwięków wykorzystywanych w muzyce. Używany w samplingu.
We wczesnych samplerach próbki dźwięków przechowywane były na taśmach magnetycznych (np. melotron) lub w celuloidowych dyskach (np. optigan). Prawdziwa historia samplera zaczyna się jednak wraz z powstaniem standardu MIDI i rozwojem technologii cyfrowej. Typowy sampler składa się z klawiatury, dysku twardego lub optycznego, na którym przechowywane są próbki dźwięków oraz programu wiążącego ustawienia instrumentu i klawiatury z odpowiednimi próbkami.
Urządzenia te okazały się szczególnie przydatne do odtwarzania różnych dźwięków w czasie koncertów. Początkowo, podczas ich trwania, dźwięki odtwarzane były z taśmy magnetofonowej. Ten niedoskonały i zawodny system został zastąpiony przez sampler przechowujący nagrane i spróbkowane dźwięki.
Samplery mogą także współpracować z sekwencerami. Obecnie różnica między samplerem a syntezatorem zaczęła się zacierać, gdyż wiele syntezatorów używa syntezy tablicowej i łączy ją z innymi rodzajami syntezy. W dobie powszechnego wykorzystywania komputerów do produkcji muzyki rolę samplerów, zwanych już dla odróżnienia samplerami hardware'owymi, w znacznej mierze przejęły instrumenty wirtualne, czyli programy działające pod kontrolą sekwencerów programowych.